# Осувка (Ліпський повіт)
Осувка (пол. Osówka) — село в Польщі, у гміні Сенно Ліпського повіту Мазовецького воєводства.
Населення — 314 осіб (2011).
У 1975-1998 роках село належало до Радомського воєводства.

## Демографія
Демографічна структура станом на 31 березня 2011 року:
|          | Загалом | Допрацездатний вік | Працездатний вік | Постпрацездатний вік |
| -------- | ------- | ------------------ | ---------------- | -------------------- |
| Чоловіки | 154     | 17                 | 125              | 12                   |
| Жінки    | 160     | 18                 | 89               | 53                   |
| Разом    | 314     | 35                 | 214              | 65                   |